# Carnutes
Los carnutes o carnutos (latín: Carnuti) eran un poderoso pueblo galo situado en el corazón de la Galia antes de la conquista romana, que ocupaba un territorio especialmente extenso entre el río Sécuana (Sequana) y el Líger (Liger). Sus tierras posteriormente corresponderían a las diócesis de Chartres, Orleans y Blois, la mayor parte de los modernos departamentos franceses de Eure y Loir, Loiret y Loir y Cher. El territorio de los carnutes era considerado por los observadores romanos como el centro político y religioso de las naciones galas. Los principales asentamientos fortificados eran Cénabo (Cenabum, erróneamente «Genabum»), la moderna Orleans, donde un puente atravesaba el río Loira y Autricum (o Carnutes, posteriormente Chartres). La gran asamblea anual de los druidas galos tenía lugar en uno u otro de estos asentamientos. Según los registros históricos de Tito Livio existía una tradición legendaria que afirmaba que los carnutes habían sido una de las tribus que habían acompañado a Beloveso en su invasión de Italia durante el reinado de Tarquinio Prisco.
En el siglo I a. C. los carnutes acuñaban moneda, normalmente troquelada, pero en ocasiones con un alto contenido en estaño. Estas monedas eran muy aceptadas fuera de sus territorios y en ocasiones llegaban tan lejos que el lugar de acuñación no es seguro. La iconografía de su numismática incluye los motivos de cabezas de los tradicionales torques celtas; un lobo con una estrella; un caballo galopando; el trisquel. Muchas monedas muestra un águila con la luna creciente, con una serpiente o con una rueda con seis o cuatro radios con un pentagrama o bajo una mano que sostiene una rama con muérdago o quizás ilex. La rueda de cuatro radios forma una cruz dentro de un círculo, una imagen muy extendida desde tiempos neolíticos. A veces el círculo es un anillo de puntos. Aunque parece un símbolo solar, otras interpretaciones indican que pueden tratarse de una representación del año dividido en sus cuatro estaciones.
. Ver cruz.
En la época de Julio César los carnutes eran dependientes de los remos, que en una ocasión intercedieron por ellos. En el invierno de 58-57 a. C. César impuso un protectorado romano sobre los carnutes y eligió a un rey, Tasgecio, del clan gobernante. Tres años después los carnutes asesinaron a su rey títere. El 13 de febrero del año 53 a. C. los carnutes de Cénabo masacraron a todos los mercaderes romanos presentes en la ciudad así como a uno de los oficiales de César. El levantamiento fue tan repentino como general por toda la Galia, y los rebeldes fueron liderados por el caudillo Vercingétorix. Cénabo fue incendiada y arrasada por César, los hombres ejecutados y las mujeres y niños vendidos como esclavos. El botín resultante fue dividido entre los soldados romanos y contribuyó a la financiación de la guerra en la Galia. Durante los años siguientes los carnutes enviaron a unos 12.000 guerreros para ayudar a Vercingétorix en Alesia, pero fueron derrotados con el resto del ejército galo. Tras haber atacado a los bituriges, que pidieron ayuda a César, fueron obligados a someterse. Sin embargo, Cénabo permaneció en ruinas durante años bajo la vigilancia de las legiones romanas.
En tiempo del emperador Augusto, pacificados, pero no romanizados, los carnutes, como uno de los pueblos de la Galia Lugdunense recibieron el título de civitas soda o foederati, lo que les permitía disponer de cierto autogobierno, acuñar moneda y sólo estaban obligados a prestar servicio militar al emperador. Hacia el siglo III Autricum (anteriormente Carnutes, y posteriormente Chartres) se convirtió en su capital, pero en el año 275 el emperador Aureliano refundó Cénabo, que dejó de ser vicus y se convirtió en civitas y lo llamó Aurelianum o Aurelianensis urbs. Este asentamiento refundado daría lugar a la ciudad de Orleans.
Ver Tito Livio, v. 34; Julio César, La Guerra de las Galias v. 25, 29, vii. 8, II, 75, viii. 5, 31; Estrabón Geografía iv.2 - 3; Ptolomeo Geografía ii.8.